# Bolat Niyazymbetov
Bolat Niyazymbetov est un boxeur kazakh né le 19 septembre 1972 à Taraz.

## Carrière
Aux Jeux olympiques d'été de 1996, il combat dans la catégorie des super-légers et remporte la médaille de bronze. 